# Csákányospuszta
Csákányospuszta (német nevén: Tscherkan) Tatabánya egyik külterületi városrésze, 1947-ig Felsőgallához tartozott.

## Fekvése
Csákányospuszta fekvése országos szinten is kiemelkedő. A pár házból álló szórványnak jellegzetes mikroklímája van, sok völgyébe egész télen át nem süt be a nap. Tőle délnyugatra kezdődnek a Vértes 400 m körüli hegyei, a település közelében található a hegység legmagasabb pontja, a Nagy-Csákány (487 m).
A településen keresztülfolyik a Csákány-patak, valamint átszeli az Országos Kéktúra útvonala.

## Története
Csákányospusztán a nemrég folytatott régészeti ásatások alatt meglepő dolgokra akadtak: megtalálták az egykori Csákányosegyháza falut, annak a templomát és temetőjét, amik a föld alatt rejtőztek. Egy régész csoport kiásta a kápolnát, amit ma is meg lehet tekinteni, valamint azt a tudomásunk szerint legalább 50 holttestet, amit elvittek. A település többször hosszú ideig lakatlan volt, de a neve máig is megmaradt. 1947-ig Felsőgallához tartozott, akkor az anyaközséggel együtt Tatabánya része lett. Jelenlegi lakossága 22 fő (2001).

## Nevének eredete
Nevét a régi névből vette át, ami elég gyakori elnevezés a vidéken (Nagy-Csákány, Alsó-Csákány, Felső-Csákány, Csákány-dűlő stb.)

## Nevezetességek
- A csákányospusztai turistaház, melyet a Petőfi Tömeg- és Szabadidősport Egyesület üzemeltet.

- A település határában található a 320-360 m magasan fekvő Mária-szakadék,  itt egy önkéntes faszobrász Mária arcát véste a kereszteződés egyik törzsébe.

- Körtvélyesi erdei temető. Alig több, mint 15 síremlék pihen a fák között. Magyar és német nemzetiségű; körvélyesi, csákányosi és a helyi lakók temetkezési helye volt.

- Katonasír a körtvélyesi erdei temetőben, 7 magyar katona nyughelye.

- Romtemplom. "A helyi monda szerint IV. Béla királyt a Muhi-csata után úz vitézek menekítették biztonságba. A király nem felejtette ezt el, és a tatárok kitakarodása után, a Vértes hegység északi részét hálából nekik adta, ez lett Csákányegyháza. Az úzok és kunok, majd később a magyarok rettegett fegyverére, a csákányfokosra utal a helységnév első fele, a második pedig az ekkor épült kőtemplomra, melynek romjai ma is láthatóak."[1]

- Béla-forrás.

- Vértes új kilátója, amit 2015-ben adtak át.